# Каратопрак (дем Зиляхово)
 Тази статия е за селото в Гърция.  За селото в България, чието име до 1934 година е Каратопрак, вижте Черноземен.  
Каратопрак (на гръцки: Μαυρόλοφος, Мавролофос, до 1927 Καρά Τοπράκ, Кара Топрак) е село в Република Гърция, дем Зиляхово, област Централна Македония.

## География
Селото е в историко-географската област Зъхна, в Сярското поле. От демовия център Зиляхово (Неа Зихни) се намира в южна посока.

## История
На 2,5 km югоизточно са останките на средновековната Заварнишка кула и на средновековното селище Заварник, съществувало до XIX век.
След Междусъюзническата война в 1913 година селото попада в Гърция. В 1927 година селото е прекръстено на Мавролофос.
| Име       | Име        | Ново име    | Ново име    | Описание                                                             |
| --------- | ---------- | ----------- | ----------- | -------------------------------------------------------------------- |
| Цанакия   | Τσανάκια   | Пята        | Πιάτα       | местност З от Каратопрак                                             |
| Зегнес    | Ζέγνες     | Гнатос Рема | Γνάθος Ρέμα | река С от Каратопрак                                                 |
| Илан Куле | Ίλάν Κουλέ | Фидокорфи   | Φιδοκορφή   | възвишение на З от Каратопрак, над десния бряг на Драматица (29,7 m) |

## Личности
Родени в Каратопрак
- Иван Рогачев (1871 - 1952), български юрист[7]